# Giosuè Calaciura
Giosuè Calaciura, né le 6 mai 1960 à Palerme, est un écrivain italien.

## Biographie
Fils d'Anselmo Calaciura, journaliste à Palerme, et de Grazia Cianetti, une enseignante, Giosuè Calaciura devient journaliste de L'Ora di Palermo et, à la fermeture du journal en 1992, il ouvre le restaurant "Le mura dell'Itria", fréquenté par de nombreux écrivains et journalistes.
En 1998, il revient au journalisme pour Il Mediterraneo et publie Malacarne, un roman qui marque le début d'une prolifique carrière littéraire.
Son roman le plus connu est Borgo Vecchio, paru en 2017, qui remporte le Premio Volponi (it) 2017 et le prix littéraire Marco Polo Venise 2019, en plus d'être l'un des finalistes du prix Femina étranger 2019. Il reçoit également en 2020 le Prix littéraire de l'Université Inter-Ages du Dauphiné. 

## Œuvre

### Romans et nouvelles
- Malacarne, Les Allusifs, 2007 ((it) Malacarne, Baldini & Castoldi, 1998), trad. Lise Chapuis, 184 p.  (ISBN 978-2922868548)
- (it) Mani di fata nell'insalata, Doramarkus, 1999
- Passes noires, Les Allusifs, 2005 ((it) Sgobbo, Baldini & Castoldi, 2002), trad. Lise Chapuis, 121 p.  (ISBN 978-2922868289)réédition, Gallimard, coll. « Folio » no 4491, 2007  (ISBN 978-2-07-034184-9)
- Conte du bidonville, Les Allusifs, 2009 ((it) La figlia perduta. La favola dello slum, Bompiani, 2005), trad. Lise Chapuis, 97 p.  (ISBN 978-2922868852)
- Urbi et Orbi, Les Éditions Noir sur Blanc, 2017 ((it) Urbi et Orbi, Baldini & Castoldi, 2006), trad. Lise Chapuis, 416 p.  (ISBN 978-2882504869)Préface de Jérôme Ferrari
Le volume inclut une réédition du roman Malacarne. Les deux romans sont disposées tête-bêche
- (it) Bambini e altri animali, Sellerio editore, 2013
- (it) Storie dalla città eterna, Sellerio editore, 2015
- (it) Pantelleria: L'ultima isola, Laterza, 2016
- (it) Storie di Natale, Sellerio editore, 2016
- (it) La penitenza, Mincione Edizioni, 2016
- Borgo Vecchio, Les Éditions Noir sur Blanc, 2019 ((it) Borgo Vecchio, Sellerio editore, 2017), trad. Lise Chapuis, 160 p.  (ISBN 978-2882505842)Premio Volponi (it) 2017
Prix littéraire Marco Polo Venise 2019
Finaliste du prix Femina étranger 2019
Prix Méditerranée étranger 2020[1] 
Prix littéraire de l'Université Inter-Ages du Dauphiné 2020.
- Le Tram de Noël, Les Éditions Noir sur Blanc, 2020 ((it) Il tram di Natale, Sellerio editore, 2018), trad. Lise Chapuis, 112 p.  (ISBN 978-2-88250-665-8)
- Je suis Jésus, éditions Noir sur Blanc, 2022   (ISBN 9782882507860)